# Louis Edmund Larsen
Louis Edmund Larsen (10. januar 1874 i København – 26. maj 1950 i Hellerup) var en dansk mekaniker og gymnast som deltog i de 1906 olympiaden, hvor han vandt sølv som del af det danske gymnastikhold i holdkonkurrencen.